# Dadinco

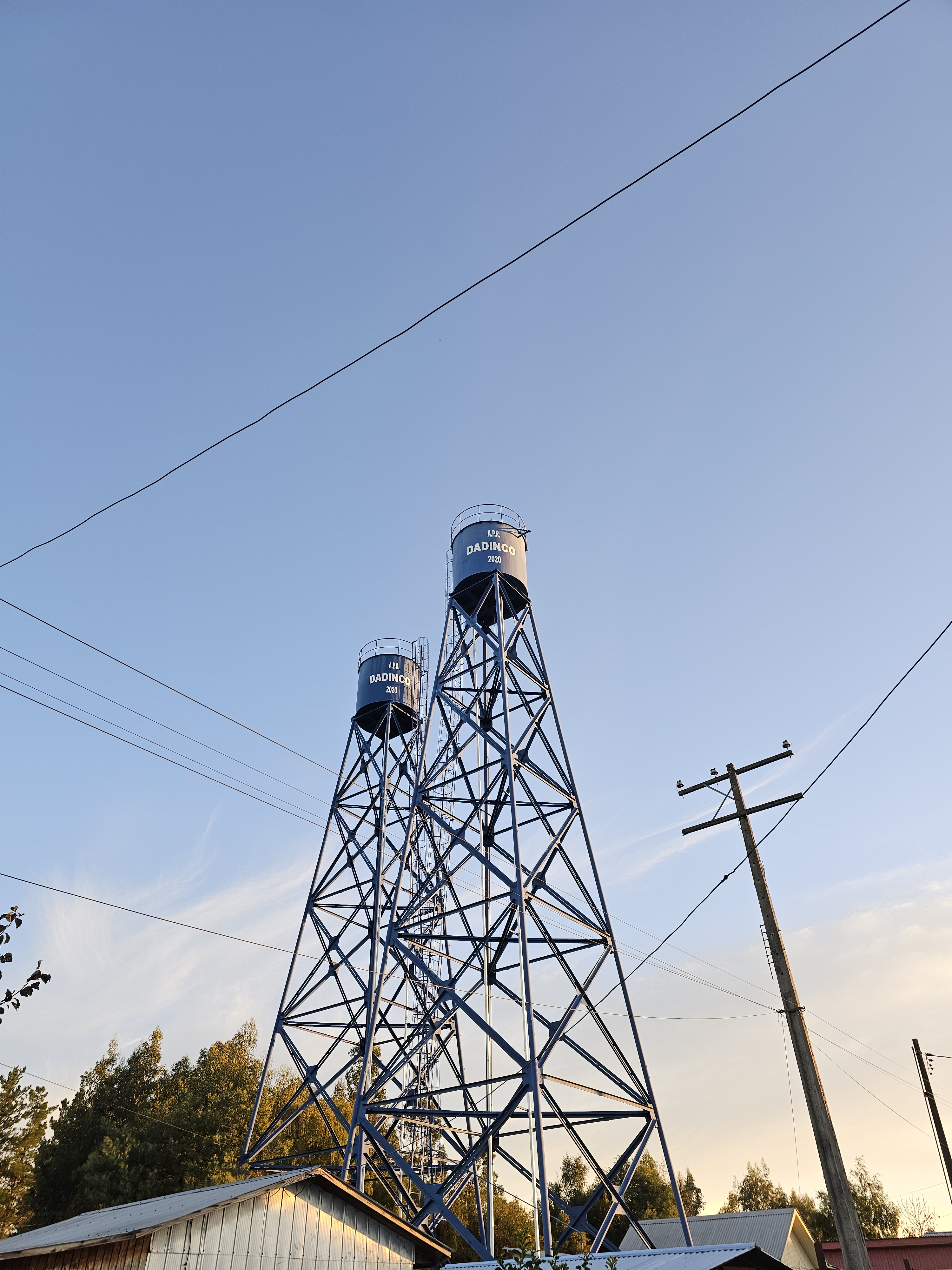
2 torres de agua ubicadas en el sector más denso de Dadinco, las cuales son usadas por la comunidad para abastecerse de agua.

Dadinco (del mapudungún: rarin ‘rarin‘ tipo de arbusto; y "ko" ‘agua‘. Lo cual puede traducirse como "Agua de rarin"’)es una localidad ubicada en la Comuna de San Nicolás, en la Provincia de Punilla de la Región de Ñuble, en Chile. Según el censo chileno de 2017, posee 320 habitantes.
Posee únicamente un establecimiento educacional, el cual fue fundado durante los años 50 y que imparte clases desde 1° a 6° básico.

## Historia
La localización más antigua de Dadinco, lo define como un fundo situado en el Departamento de San Carlos junto a la ribera norte del río Ñuble y a unos 25 km. hacia el suroeste de su capital. De acuerdo a las divisiones administrativas actuales, Dadinco corresponde a una de las localidades que pertenecen a la Comuna de San Nicolás.
De acuerdo al Rol de Avalúos de propiedades agrícolas del año 1896, este fundo pertenecía a don Pedro Nolasco Valenzuela. El predio contaba con 2.000 hectáreas de terreno regado y con un avalúo de $265.000. En 1923, donde figura con el nombre de Hacienda Dadinco, las fuentes indican como propietario de estas tierras a la Comunidad Valenzuela Larraín. "Se le sitúa ubicado a 12 km de la Estación de Cocharcas, con una superficie de 4,000 hectáreas, de las cuales 1,500 son regadas con canal propio del Rio Ñuble. Dedicado a: crianza y engorda de vacunos, lechería, fabricación de mantequilla y crianza de caballos chilenos. Además, tenía suelo destinado a siembras de trigo blanco, cebada y chacarería (frejoles, maíz, papas)".
En el siglo XIX, el trabajo agrícola en esta zona se realizaba casi de manera artesanal, pero con el transcurso del tiempo y el acrecentamiento de las fortunas, de a poco durante el siglo XX se fueron introduciendo nuevas y variadas tecnologías. Para el caso de Dadinco, aquellas estarían representadas por los avances realizados por don Juan Unzurrunzaga Nieto en diversos ámbitos.
La localidad de Dadinco ostentó tempranamente condiciones apropiadas para el cultivo de la vid, que en este sector al parecer fueron iniciados por don Luis Izquierdo Valdés, en las primeras décadas del siglo XX.
Durante la primera mitad del siglo XX, la alimentación estaba casi exclusivamente vinculada al trabajo y sus faenas, las que se veían iniciadas y brevemente interrumpidas por instancias dedicadas a la alimentación de los trabajadores.
A todos los rubros económicos mencionados, se agrega el que le daría a Dadinco, reconocimiento a nivel nacional; la crianza de caballos que alcanzó su época de mayor desarrollo de la mano de don Juan Unzurrunzaga Nieto, dueño del Haras Dadinco. Este personaje, ligado a la comuna también desde el ámbito del liderazgo político, se destaca por haberle entregado el triunfo más importante al turf nacional en Sudamérica al adjudicarse el célebre G1 Gran Premio República Argentina, corrido en 2.500 metros en el Hipódromo de Palermo en el año 1993.